# متصالبة بيغلوفية
متصالبة بيغلوفية (الاسم العلمي:Crossosoma bigelovii) هو نوع من النباتات يتبع جنس المتصالبة من الفصيلة المتصالبية.
سمي هذا النوع تكريماً للطبيب وعالم النبات الأمريكي جاكوب بيغلو (بالإنجليزية: Jacob Bigelow).